# Winfried Randerath
Winfried J. Randerath (* 17. September 1961 in Mönchengladbach) ist ein deutscher Humanmediziner mit den Schwerpunkten Allergologie, Pneumologie und Schlafmedizin.

## Werdegang
Winfried Johannes Randerath studierte nach dem Abitur am Albertus-Magnus-Gymnasium in Viersen-Dülken ab 1981 Humanmedizin an der Universität Düsseldorf. Nach der Ärztlichen Approbation 1987 wurde er im Jahr 1988 mit der bei F. A. Gries erarbeiteten Dissertation "Studie über den Einfluss von biosynthetischem humanem Proinsulin auf den Fettstoffwechsel und Hormone der Gegenregulation" zum Dr. med. promoviert.
Von 1988 bis 2000 absolvierte Randerath die ärztlichen Weiterbildungen für die Facharztanerkennungen für Allergologie (1993), Innere Medizin (1995), Lungen- und Bronchialheilkunde (1995), Umweltmedizin (2000). Im Weiteren spezialisierte sich der Mediziner auf die Zusatzgebiete Schlafmedizin (2006) und Palliativmedizin (2007).
2000 habilitierte er sich mit der Arbeit „Untersuchungen zur impedanzgesteuerten selbstadjustierenden nasalen Positivdruck-Behandlung (APAPFOT) beim obstruktiven Schlafapnoe-Syndrom“ bei Karl-Heinz Rühle, Universität Witten/Herdecke, unter dessen Leitung er von 1996 bis 2003 als Oberarzt an der Klinik für Pneumologie, Allergologie und Schlafmedizin in Hagen-Ambrock tätig war.
2003 wurde Winfried Randerath zum Chefarzt und Ärztlichen Direktor des Krankenhauses Bethanien, Klinik für Pneumologie und Allergologie, Zentrum für Schlaf- und Beatmungsmedizin in Solingen berufen., einem der Standorte des Lungenkrebszentrums Uni Köln Solingen.

## Veröffentlichungen
- Literatur von und über Winfried Randerath im Katalog der Deutschen Nationalbibliothek
- Publikationen von Winfried Randerath in PubMed
- Publikationen von Winfried Randerath in ResearchGate